# Estação Voikovskaia
Voikovskaia (em russo:  Войковская) é uma das estações da linha Zamoskvoretskaia (Linha 2) do Metro de Moscovo, na Rússia. Estação «Voikovskaia» está localizada entre as estações «Socol» e «Vodnyi Stadion».